# Pogrom de Strasbourg
Pour les articles homonymes, voir Massacre de la Saint-Valentin.

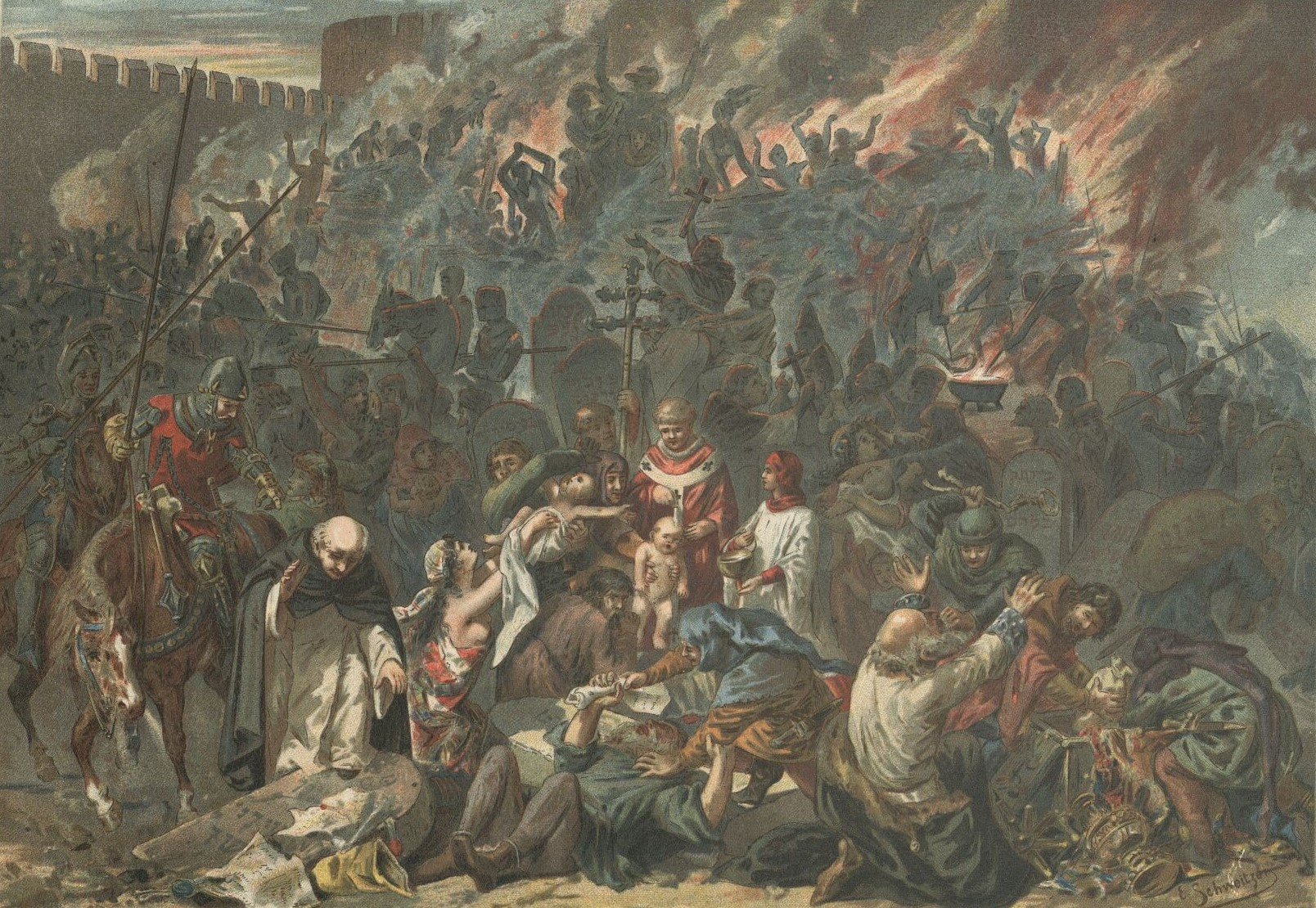
Pogrom de Strasbourg, illustration du XIXe siècle d’Émile Schweitzer.

Le Pogrom de Strasbourg, connu aussi sous la désignation de massacre de la Saint-Valentin, est le massacre d’environ 2 000 habitants juifs, arrêtés le vendredi puis brûlés vifs le samedi 14 février 1349 par les habitants (et les autorités nouvellement installées par ces derniers) de la ville impériale libre de Strasbourg, alors cité-État du Saint-Empire romain germanique.
Dès le printemps 1348, de nombreux pogroms se produisent tout d'abord en France faisant des milliers de victimes parmi la population juive, puis à partir de novembre, par la Savoie, ils se propagent à de nombreuses villes du Saint-Empire, en particulier de Rhénanie. En janvier 1349, le Pogrom de Bâle a lieu ainsi qu'un autre à Fribourg-en-Brisgau où dans les deux cas les Juifs sont envoyés par centaines au bûcher. Le 14 février, c'est au tour de la communauté juive de Strasbourg d'être anéantie. Le 21 mars 1349 viendra ensuite la destruction de la communauté d'Erfurt lors du massacre d'Erfurt. 
À Strasbourg, cet événement tragique est étroitement lié à la révolte des corporations de métiers qui se déroule cinq jours auparavant et qui renverse le pouvoir en place depuis 1332, composé de riches bourgeois dont le juge Sturm et Conrad Kuntz von Winterthur, les deux Stettmeister (premier magistrat de la ville) et Pierre Schwaber, l'Ammeister (second magistrat de la ville) et chef des corporations de métiers, qui garantissaient jusqu'alors une protection aux Juifs de la ville. Les artisans, aidés par une grande partie de la population, se sont insurgés plus particulièrement contre Schwaber, jugeant son pouvoir trop important, et sa politique envers les Juifs trop favorable. 

## Le contexte

### La haine des Juifs dans la population

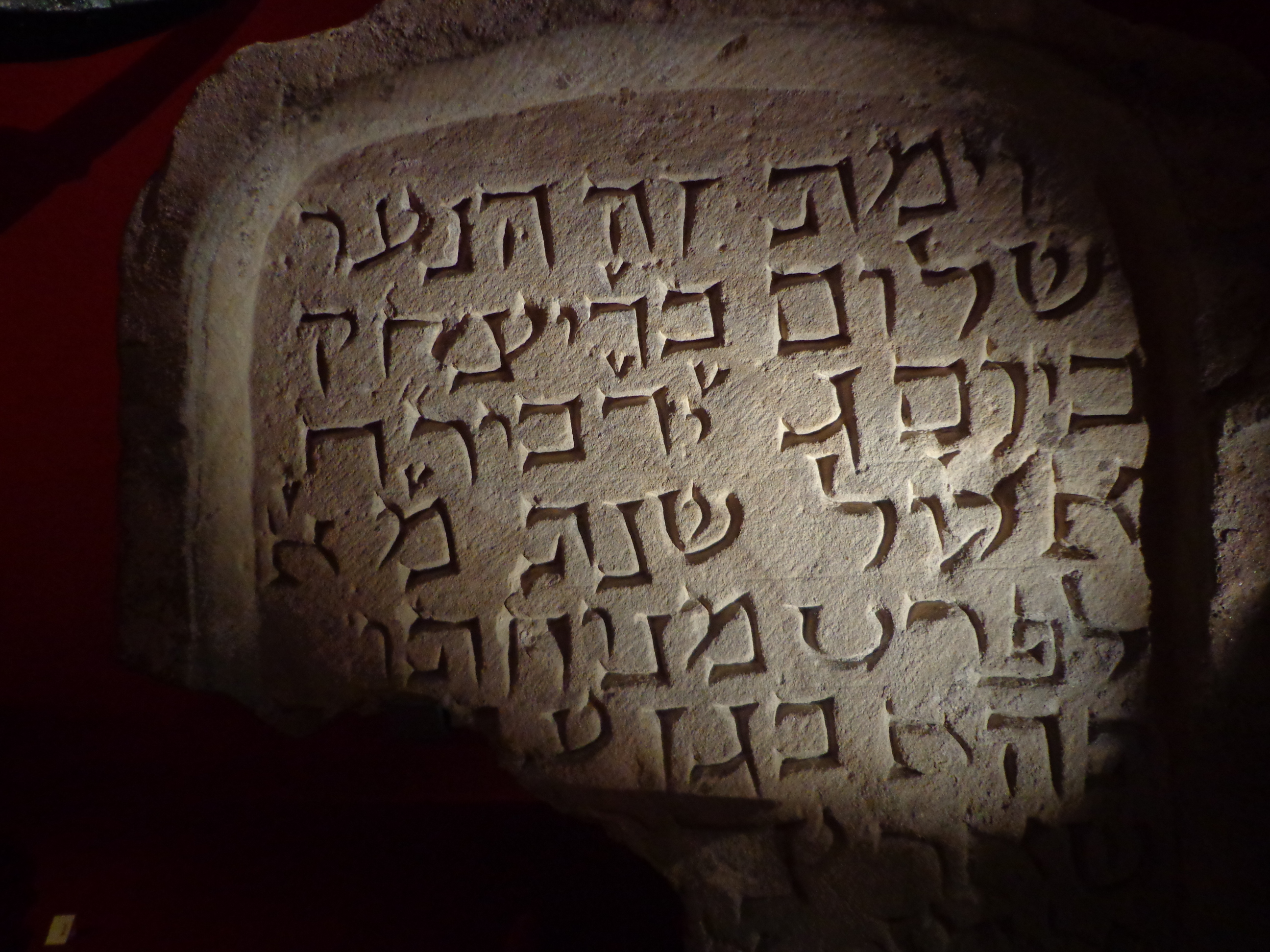
Stèle funéraire de Shalom fils de R. Isaac (1281 ?), trouvé 24 rue du 22 Novembre à Strasbourg

Les raisons du développement de la haine des Juifs sont facilement identifiables. Au cours des siècles, elles trouvèrent un terreau favorable dans le ressentiment religieux et sociétal à l'encontre des Juifs qui était basé sur des accusations récurrentes comme le meurtre du Christ, la profanation d'hosties, les meurtres rituels, le complot juif, le vol et l'usure. 
Souvent dans l'interdiction de pratiquer d'autres métiers, les Juifs exercent le rôle de prêteur et assurent ainsi une position importante dans l'économie urbaine. Mais cette activité leur attire de nombreuses inimitiés. Les chroniqueurs relatent que les Juifs font l'objet de nombreux griefs : ils sont considérés comme présomptueux, durs en affaires et ne désirent s'associer avec personne. Ce manque d'égard apparent des Juifs n'est pas dû à une dureté particulière, mais trouve sa véritable raison dans l'énormité des droits et taxes qui leur est imposée pour l'octroi d'une protection. Les Juifs formellement appartenaient toujours à la maison du roi, mais celui-ci avait depuis longtemps fait don des droits à la ville (en 1347, l'empereur Charles IV avait reconfirmé l'attribution des droits à la ville). Strasbourg reçoit donc la plus grande partie des impôts juifs, mais en contrepartie doit prendre à sa charge la protection des Juifs (le montant exact des impôts est fixé dans une lettre datant de 1338, à la suite des rançonnements et des massacres de Juifs en Alsace par les bandes d'Armleder). Pour pouvoir répondre aux exigences pécuniaires de la ville, les Juifs devaient se montrer très stricts sur leurs créances, ce qui provoquait la haine de la population et surtout de leurs débiteurs.

### Les rumeurs d'empoisonnement

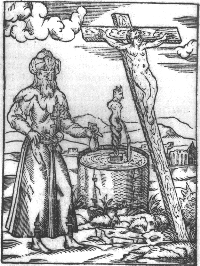
Dessin représentant un juif versant du poison dans un puits et provoquant ainsi la peste noire.

Dans ce contexte déjà tendu, survient la menace de la peste noire, une épidémie de peste bubonique qui fit en tout près de 25 millions de morts en Europe. Les Juifs sont accusés d'empoisonner les puits. 
En ce début de 1349, la peste n'a pas encore atteint Strasbourg, mais les nouvelles de sa propagation à travers l'Empire germanique, créent un climat de panique parmi la population, climat entretenu par certains provocateurs dont le but inavoué est de se libérer des dettes contractées auprès des Juifs et de s'approprier leurs biens. Le peuple réclame leur extermination.

### La protection des Juifs
Contrairement à la grande majorité de la population, le Conseil de la ville et le chef des corporations de métiers appliquent une politique de retenue et de protection des Juifs, et tentent de calmer le peuple afin d'empêcher le déclenchement d'un pogrom incontrôlé et sanguinaire. 
Le Conseil essaye tout d'abord d'infirmer la rumeur d'empoisonnement des puits par les Juifs. Il procède à l'arrestation de plusieurs Juifs et les fait torturer pour qu'ils avouent leurs fautes. Comme prévu, il n'obtient aucune confession des accusés, malgré le supplice de la roue. En plus, le quartier réservé aux Juifs est gardé par des gens en armes afin de les protéger et écarter tout excès de la population. Le gouvernement désire respecter la voie légale vis-à-vis des Juifs pour éviter que la situation dégénère et que leur pouvoir même soit remis en question. Un pogrom peut dégénérer facilement en soulèvement populaire incontrôlable comme cela s'était produit une dizaine d'années auparavant avec la révolte d'Armleder. 
Une lettre du 12 janvier 1349 du Conseil municipal de Cologne adressée à la ville de Strasbourg, met en garde contre le risque très élevé d'une rébellion, en avertissant que dans d'autres villes, le peuple s'était révolté et qu'il en était résulté déjà de nombreux maux et de grandes dévastations. En outre, les opposants pouvaient profiter des troubles pour s'emparer du pouvoir. Les bourgeois eux-mêmes, de façon similaires aux hommes politiques, pouvaient profiter des querelles ouvertes entre les familles nobles des Zorn et des Müllenheim pour accéder au pouvoir.
En tant que suzerain effectif des Juifs, la ville se doit de les protéger, d'autant plus que ceux-ci versent pour cela en contrepartie des sommes considérables. Peter Schwaber, le chef des corporations de métiers, attire l'attention sur le fait que la ville en étant payée a donné, par une lettre frappée de son sceau, des gages de sécurité et qu'elle a donc un devoir à l'égard de sa minorité juive. Aussi, ne peut-il approuver et refuse-t-il tout massacre de la population juive, avec en plus la crainte que cela pourrait avoir des conséquences économiques négatives pour la ville. En effet, un affaiblissement de la ville conduirait immanquablement à un affaiblissement du patriciat bourgeois qui gère la politique de la ville de façon à pouvoir assurer une économie saine. De plus, les Juifs jouaient un rôle important en prêtant de l'argent pour tous les investissements importants et par leurs activités financières interrégionales assuraient une balance commerciale positive à la ville de Strasbourg et remplissaient les caisses de la municipalité. Il y avait donc suffisamment de raisons pour que la municipalité protège les Juifs.

## Les faits

### La chute du conseil
La motivation des Meisters est considérée comme suspecte par les autres citoyens de Strasbourg. Pour eux au contraire, la cause évidente de la bienveillance du conseil à l'égard des Juifs est que les maîtres se sont fait séduire par les Juifs et qu'ils agissent ainsi contre la volonté du peuple. C'est la raison pour laquelle le peuple va tout d'abord chasser les Meisters avant de se retourner contre les Juifs. 
Grâce aux récits faits par les chroniqueurs, nous possédons une chronologie assez détaillée des événements qui ont conduit à la destitution des Meisters. Le lundi 9 février, les artisans se réunissent devant la cathédrale et déclarent aux Meisters que le peuple rassemblé ne veut plus d'eux car ils ont trop de pouvoir. Cette action semble avoir été préméditée et concertée entre les différentes corporations, car tous les artisans se retrouvaient regroupés sous la bannière de leur corporation. Les Meisters essayent de leur côté de disperser le rassemblement mais sans succès et ils n'envisagent nullement dans un premier temps d'obtempérer aux exigences des séditieux. 
Les artisans décident alors de nommer un nouveau conseil, mais en y incluant, à côté des artisans, des chevaliers, des employés municipaux et des bourgeois. Cette fois-ci, les anciens Meisters sont conscients que plus personne ne les soutient et décident alors de rendre leur charge. Betscholt le Boucher, un artisan, est nommé Ammeister. Ainsi, les corporations ont atteint pleinement leurs objectifs : le dernier obstacle sur la voie de l'extermination des Juifs a été éliminé et ils ont obtenu une plus grande participation dans la gestion politique de la ville. Jusqu'à présent, cela leur avait été refusé, bien que depuis 1332, le patriciat bourgeois leur avait théoriquement procuré une telle prédominance.

### Les hommes derrière ce renversement
La noblesse écartée du pouvoir au profit des patriciens joue un rôle non négligeable au cours de ce soulèvement. Les familles Zorn et Müllenheim veulent récupérer leurs anciennes prérogatives même si pour cela elles doivent s'allier avec les artisans. Les chroniqueurs relèvent que les nobles se sont rassemblés en arme sur la place de la cathédrale en même temps que les artisans, qu'ils ont participé aux discussions et imposé leurs exigences aux Meisters au nom des artisans. Les nobles ne s'associent pas seulement avec les corporations, mais aussi avec l'évêque de Strasbourg. Un jour seulement avant le soulèvement, ils avaient rencontré l'évêque et discuté du « problème juif ». Lors de cette réunion, la discussion avait porté sur la façon de se débarrasser des Juifs, et non sur le fait de savoir si on devait se débarrasser des Juifs. Ce point était déjà décidé un mois auparavant.
Lors de cette réunion qui s'est déroulée le 8 février à Benfeld, l'évêque de Strasbourg, des représentants des villes de Strasbourg, de Fribourg et de Bâle, ainsi que des représentants de l'autorité alsacienne discutent du comportement à adopter vis-à-vis des Juifs. Tous les participants avaient en 1345 scellé entre eux une alliance de paix dans le but d'éviter toute forme de révolte. Peter Schwaber met en garde l'évêque et la noblesse terrienne alsacienne concernant la « Question juive », en les avertissant que toute action contre les Juifs aurait de graves répercussions. Mais il ne peut convaincre personne.

### Le pogrom

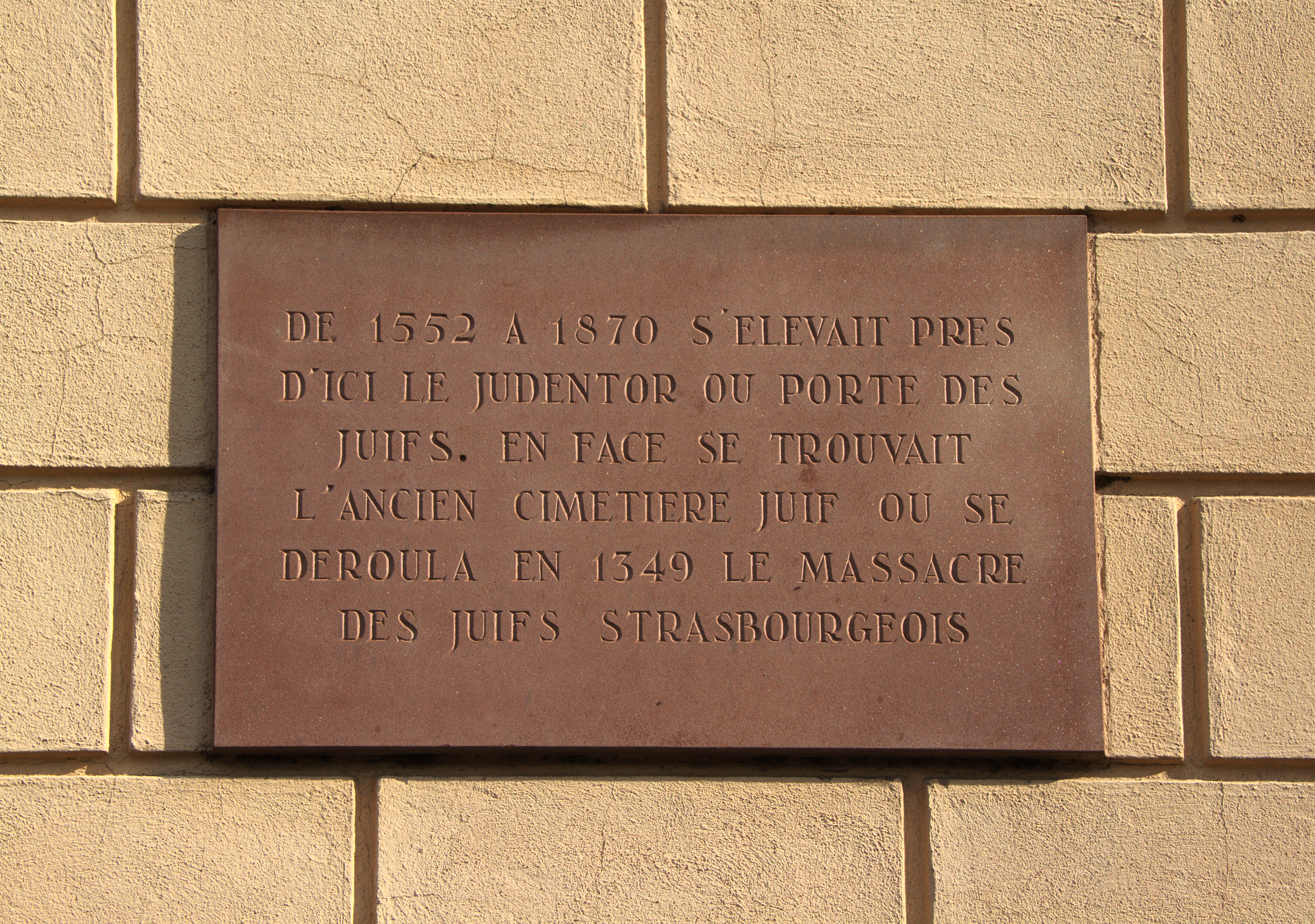
Plaque mémorielle rappelant le massacre de 1349.

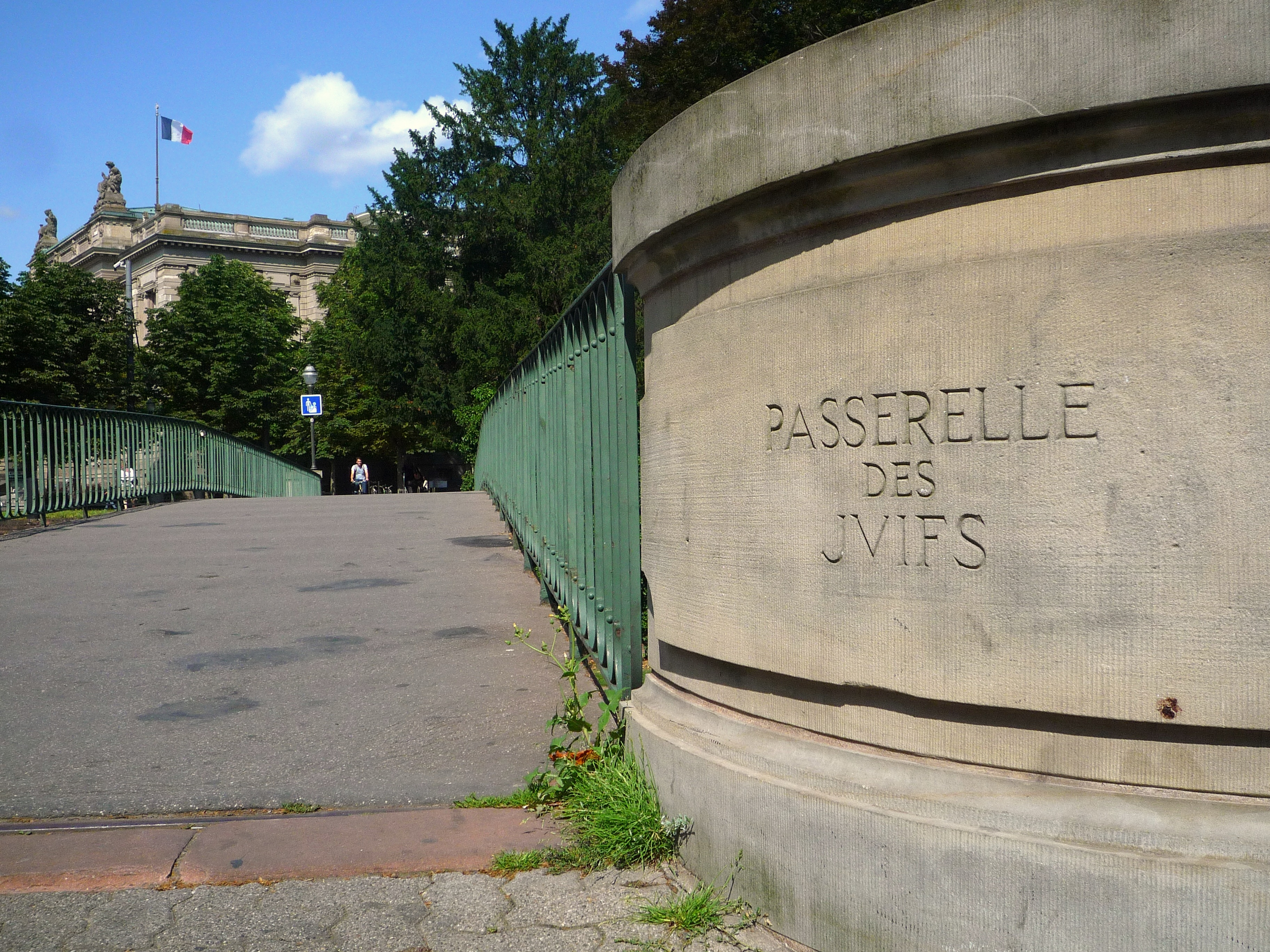
La passerelle des Juifs se trouve près de la Porte des Juifs de l’ancienne enceinte de Strasbourg qui menait au cimetière où furent brûlés les Juifs de la ville.

Le pogrom est résumé par un des chroniqueurs, Closener, en vieil allemand : 

« Le vendredi on a capturé les Juifs, le samedi on les a brûlés, ils étaient environ deux mille comme on les a estimés. »

Les nouveaux dirigeants décident de traiter rapidement la question juive en les exterminant, sans tenir compte de l'accord de protection signé par la ville, ni des conséquences financières pour la ville de Strasbourg. Le 14 février, jour de la Saint-Valentin, le quartier juif est cerné et ses habitants conduits au cimetière de la communauté. Là, on bâtit un immense bûcher où ils sont brûlés vifs. Certains autres sont enfermés dans une maison en bois à laquelle on met le feu. Celui-ci dure six jours. Seuls échappent au massacre ceux qui abjurent leur foi, les petits enfants et quelques belles femmes.

## Les conséquences

### Le conseil
Le renversement du conseil profite à tous les participants : les nobles retrouvent une grande partie de leurs anciens pouvoirs, les corporations participent à la vie politique, et enfin une solution rapide peut être trouvée à la « Question juive ». De 1332 à 1349, aucun noble n'avait un poste de Meister de la ville. Dorénavant, deux des quatre Meisters sont des nobles. De plus, il est demandé une réduction du pouvoir des Meisters. Les anciens Meisters sont punis : les deux Stadtmeisters ne peuvent être élus au Conseil pendant dix ans. Quant à Peter Schwaber, particulièrement détesté, il est chassé de la ville et ses biens sont confisqués. Le Conseil est dissout et un nouveau conseil est constitué dans les trois jours qui suivent, et un jour plus tard, la « Question juive » est « traitée ». 

### Les avoirs des Juifs

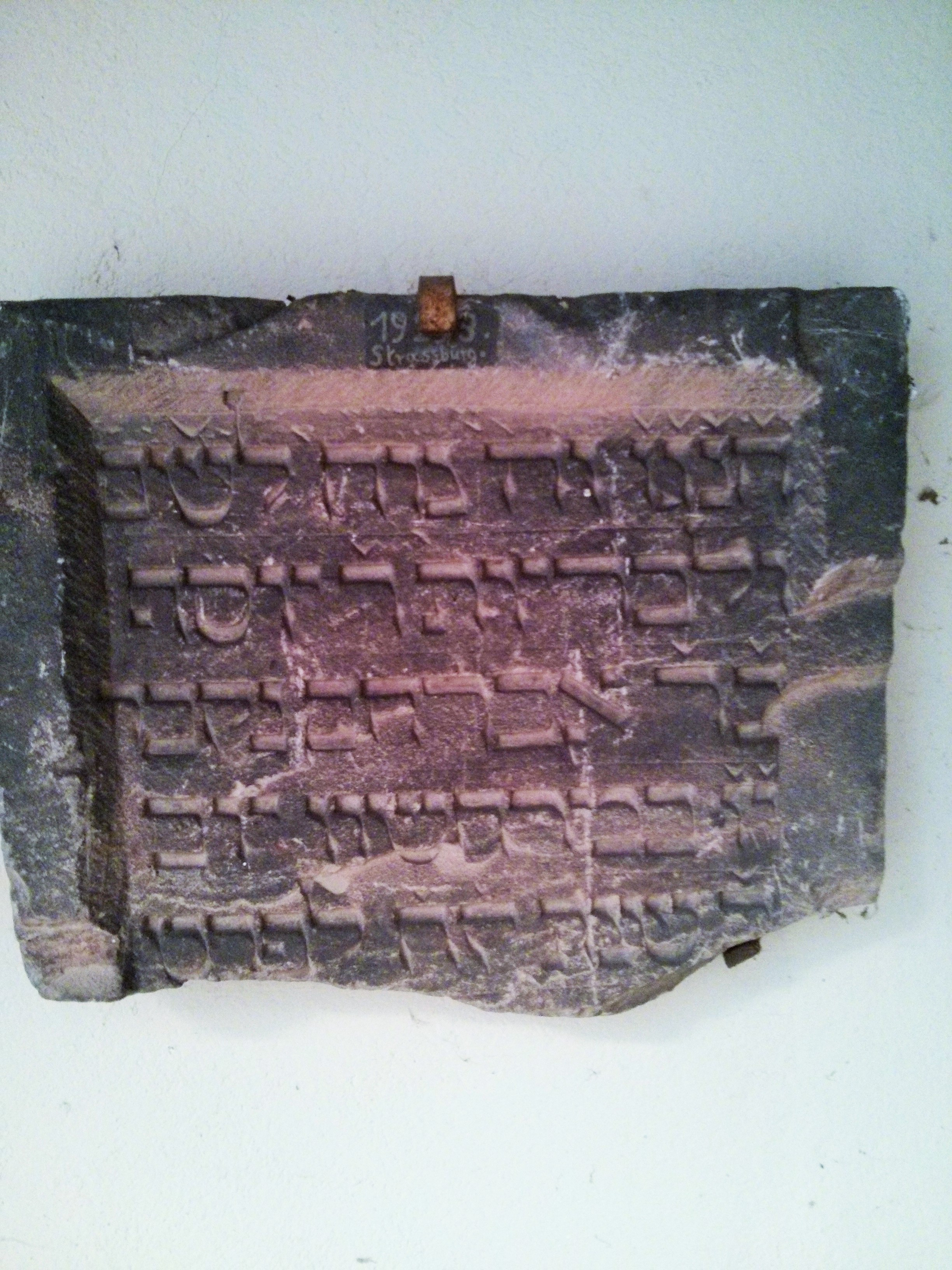
Pierre tombale de Rabbi Yosef bar Abraham, v. 1347 (Musée de l’Œuvre Notre-Dame, Strasbourg)

Toutes les dettes dues aux Juifs sont automatiquement effacées et les gages et lettres de crédit que possédaient les Juifs rendus à leurs débiteurs. Puis, après la mort des Juifs, il s'agit de distribuer leurs avoirs. Le chroniqueur Twinger von Königshofen (verra là la véritable raison de l'assassinat des Juifs : 

« S'ils avaient été pauvres et si les nobles ne leur devaient rien, ils n'auraient pas été brûlés. »

Le meurtre des Juifs permet ainsi à de nombreux débiteurs de se rétablir financièrement. Beaucoup de ceux qui ont favorisé le renversement du conseil avaient des dettes chez les Juifs. À côté des nobles et des bourgeois de Strasbourg, il y a l'évêque Berthold II de Bucheck, dont les droits chez les Juifs étaient insignifiants par rapport à ses dettes, mais aussi des nobles terriens et des princes tels que le margrave de Bade et les comtes de Wurtemberg. 
L'argent liquide des Juifs est, selon la volonté du Conseil, réparti entre les artisans, comme une sorte de « récompense » pour leur soutien à la destitution des anciens Meisters. Cette promesse d'une partie de la richesse des Juifs, sans doute surestimée, qui leur avait été faite auparavant, les avait donc encouragés au massacre. La mauvaise conscience semble cependant avoir tourmenté certains.